# E8 (wiskunde)
In de groepentheorie, een deelgebied van de wiskunde, staat E8 voor een aantal verschillende, nauw verwante uitzonderlijke enkelvoudige Lie-groepen, lineaire algebraïsche groepen van Lie-algebra's van dimensie 248. Dezelfde notatie wordt gebruikt voor het corresponderende wortelrooster dat rang 8 heeft.
De aanduiding E8 is afkomstig van de Killing-vorm van complexe enkelvoudige Lie-algebras. Deze worden onderverdeeld in vier oneindige rijen, die achtereenvolgens An, Bn, Cn, Dn worden genoemd, en vijf uitzonderlijke gevallen, E6, E7, E8, F4 en G2. De E8-algebra is de grootste en de meest gecompliceerde van deze uitzonderlijke gevallen.